# Joe Bottom
Joe Bottom (Estados Unidos, 18 de abril de 1955) es un nadador estadounidense retirado especializado en pruebas de estilo mariposa, donde consiguió ser subcampeón olímpico en 1976 en los 100 metros.

## Carrera deportiva
En los Juegos Olímpicos de Montreal 1976 ganó la medalla de plata en los 100 metros estilo mariposa, con un tiempo de 54.50 segundos, tras su compatriota Matt Vogel (oro con 54.35 segundos).
Y en el Campeonato Mundial de Natación de 1973 celebrado en Belgrado ganó tres medallas: oro en los relevos de 4 x 100 metros libre y 4 x 100 metros estilo, y plata en los 100 metros mariposa; cinco años después, en el Campeonato Mundial de Natación de 1978 celebrado en Berlín ganó dos medallas de oro: en 100 metros mariposa y en relevos de 4 x 100 metros estilos.